# 钼
钼，是一種化學元素，其化學符號为Mo，原子序數为42，原子量為95.95 u，是一种銀灰色的过渡金属。因为在過去钼矿石往往与铅矿石混淆，因此Molybdenum之名来自新拉丁语 molybdaenum，后者来自古希臘語  ，意思是铅。钼矿石在历史上被人们所熟知，但该元素的发现（即从其它金属中区分出来）是在1778年，由卡尔·威廉·舍勒识别。该金属在1781年第一次被彼得·雅各·耶尔姆分离得出。
钼在地球上不以純金屬態存在，而是在矿物中以各种氧化物的形式出现。在单体元素形式中，钼是一种銀灰色金属，呈灰口铸铁颜色，是所有元素中熔点排名第六高。它很容易在合金中形成坚硬、稳定的碳化物，因此，世界上大多数的钼（约80%）都被用作鋼的添加劑，包括高强度合金和高温合金等。
大多数钼化合物微溶於水，但是当含钼的矿物与氧气和水接触时可以形成钼离子MoO2−
4。在工业上，钼化合物（世界上约有14%的产品）被用于高压和高温应用品，如色素或催化剂等。
鉬是包括人類在內所有真核生物必須的微量膳食礦物質，是真核生物必需的元素中原子序最大的金屬元素。含钼的各种辅因子酶在生物體中具有多样功能。目前，一些细菌在打破大气中氮分子的化学键上最常用的催化剂是含钼酶，能起到生物固氮作用。在细菌和动物中，虽然只有细菌和蓝藻酶会参与到固氮活动中，但已知的含钼酶至少有50种。这些固氮酶含钼的形式与其它含钼酶不同，但都有氧化形式的钼，用以搭配钼辅因子。不過并非所有细菌都用到钼，在一些細菌和古菌中，與鉬同族的鎢起到類似鉬在高等生物中的生理作用。

## 發現史
在18世紀，輝鉬礦往往被認為是鉛礦。1778年瑞典的卡尔·威廉·舍勒從輝鉬礦中提取出了氧化鉬，根據舍勒的啟發，1781年他的朋友，同是瑞典人的彼得·雅各布·海基尔姆把鉬土用「碳還原法」分離出新的金屬鉬。

## 性质

### 物理性质
在純物質的狀態下，鉬是銀灰色的金屬，莫氏硬度為5.5。它的熔點為2,623 °C，沸點為4639°C(4,753 °F)，在天然存在的元素中，只有鉭，鋨，錸，鎢和碳有高於鉬的熔點。鉬的弱氧化起始於300 °C (572 °F)。在商用金屬中，鉬是熱膨脹係數最低的一種。當鉬絲的直徑從約50-100 nm減小到10 nm時，鉬絲的拉伸強度增加三倍(10 GPa~30 GPa)。

### 同位素
目前有35種已知的鉬同位素，原子量介於83到117之間，其中有四種亞穩態同核異構物(nuclear isomers)，天然存在的同位素有七種，其原子量為92, 94, 95, 96, 97, 98, and 100。在天然存在中的七種同位素，只有鉬-100是不穩定的。
鉬-98是含量最高的同位素，佔鉬總比例的24.14% 。鉬-100具有约1019年的半衰期，並會經過雙重β衰變後變成釕-100 ，質量數介於111和117之間的鉬同位素都擁有約150ns的半衰期。所有鉬的不穩定同位素會衰變成鈮，鎝和釕的同位素。
最常見的同位素應用為鉬-99，鉬-99為衰變後的產物，它是短壽命伽瑪放射性同位素鎝-99m的母體同位素，應用於醫學成像。於2008年the 代尔夫特理工大学申請了專利，內容為以鉬-98為基礎生產鉬-99。

### 化合物以及化學性質
鉬是一種過渡金屬，其電負度為2.16，標準原子量為95.95 g/mol。
在室溫下，鉬會缓慢的與潮湿的空氣發生反應产生蓝色的氧化物
在600 °C以上的氧气中生成三氧化鉬。
2 Mo + 3 O
2 → 2 MoO
3
高溫下，三氧化鉬具有揮發性並會昇華。這可以避免形成連續性的保護性氧化層(氧化層可以保護金屬，避免進一步氧化到內部)。
鉬有多個氧化態，最穩定存在的為+4和+6。鉬化合物的化學性質比較相似於鎢而非鉻。例如：鉬三價與鎢三價化合物具有相似的不穩定性，而鉻三價化合物則穩定性較好。
鉬化合物的最高氧化態為六價，化合物為三氧化鉬。常見的硫化物為二硫化鉬。
三氧化鉬可溶於強鹼性的水溶液中，並形成鉬酸鹽類，鉬酸鹽的氧化性比鉻酸鹽較弱，但兩者會在低pH值環境下，縮合成氧錯離子，像是[Mo7O24]6− and [Mo8O26]，多鉬酸鹽可以加入其他金屬離子，形成多金屬氧酸鹽。
P[Mo12O40]3−為深藍色化合物，用於磷的光譜檢測中。鉬的各種氧化價數，可從各種鉬的氯化物中見得。

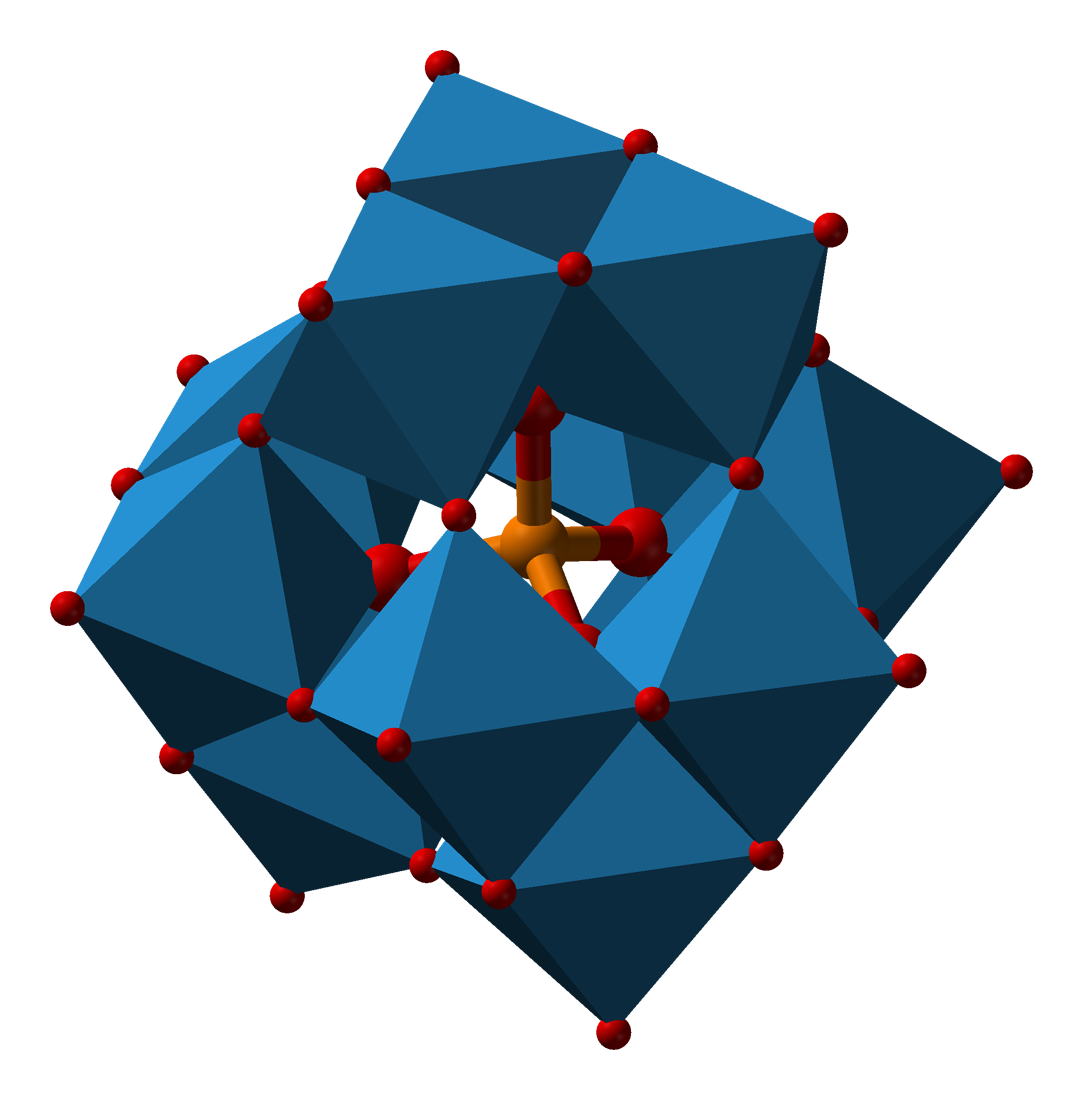
钼磷酸盐阴离子的Keggin结构(P[Mo_{12}O_{40}]^{3−})是一种多酸

| 氧化物 形态 | 例子              |
| ----------- | ----------------- |
| −2          | Na 2[Mo 2(CO) 10] |
| 0           | Mo(CO) 6          |
| +1          | Na[C 6H 6Mo]      |
| +2          | MoCl 2            |
| +3          | Na 3[Mo(CN)] 6    |
| +4          | MoS 2             |
| +5          | MoCl 5            |
| +6          | MoF 6             |

## 應用

### 合金
钼主要用于钢铁工业。 0.3％的钼添加剂可提高几种钢种的铸铁强度和耐腐蚀性。耐锈和耐酸的钼钢合金含有0.4至3.5％的钼。表面处理可以提高含钼钢的机械强度。一些快速钢的钼含量也可达到14.5％。钼替代某些钢种的镍。在这种情况下，获得Cr-Mo钢代替Cr-Ni钢。目前，钼还用于生产耐热超级合金。

### 半導體元件應用
用於半導體鍍膜，使用濺鍍機鍍鉬作為金屬接觸或蕭特基接觸的材料之一。另外，台灣的LED行業也曾有應用晶圓形狀的鉬基板作為轉換的金屬基板使用。

### 化合物應用
MoO3催化剂用于许多有机化学过程，例如重整过程，石油馏分的脱硫，邻苯二甲酸酐，马来酸酐和蒽醌等。产生其混合氧化物用作丙烯醛和丙烯酸生产中的催化剂。钼化合物用于颜料，染料，试剂，润滑剂，催化剂，缓蚀剂，陶瓷助剂，微量元素等。产生。硼化钼，碳化物，硅化物具有半导体特性。

## 生物學層面

### 鉬作為輔酶
鉬是大多數生物中的必需元素。事實上，早期的地球海洋缺乏鉬可能會對真核生物（包括所有植物和動物）的演化產生強烈影響。
目前已經鑑定出至少50種酶含有鉬，主要存在於細菌中。這些酶包括醛氧化酶，亞硫酸氧化酶和黃嘌呤氧化酶。
就功能而言，鉬酶催化氧化反應，有時會在調節氮，硫和碳的過程中還原某些小分子。在一些動物和人類中，黃嘌呤氧化酶催化黃嘌呤氧化成尿酸，這是一種嘌呤分解代謝過程。黃嘌呤氧化酶的活性與體內鉬的量含成正比。然而，極高濃度的鉬反而會抑制嘌呤分解代謝和其他過程。鉬的濃度也會影響蛋白質的合成，代謝和生長。
鉬是大多數固氮酶中的組成成分。固氮酶催化大氣氮氣生產氨，反應式為：
{\displaystyle {\rm {N_{2}+8H^{+}+8e^{-}+16ATP+16H_{2}O\rightarrow 2NH_{3}+H_{2}+16ADP+16P_{i}}}}
鐵鉬輔因子的生物合成是一個複雜的過程。
鉬酸鹽在體內以MoO42−形式運輸。

### 人體新陳代謝與缺乏
鉬是必需的微量膳食元素。目前已知哺乳動物含鉬酶有四種，酶中的鉬以鉬喋呤輔因子(Moco)存在，是酶的活性部位。亞硫酸鹽氧化酶，黃嘌呤氧化還原酶，醛氧化酶和線粒體醯胺肟還原酶。嚴重缺乏鉬的人的亞硫酸鹽氧化酶功能很差，並且很容易對食物中的亞硫酸鹽產生毒性反應。人體每公斤體重含有約0.07毫克的鉬，肝臟和腎臟中的濃度較高，而脊椎骨中的濃度較低。鉬也存在於人的琺瑯質中，可能有助於防止牙齦腐蝕。
目前尚未發現鉬對人類的急毒性，毒性取決於其化學狀態。研究顯示，某些鉬化合物，對老鼠的半數致死劑量（LD50）低至180 mg / kg，雖然沒有人類毒性數據，但動物研究表明，長期攝入超過10毫克/天的鉬可引起腹瀉，生長遲緩，不孕，出生體重低和痛風;還會影響肺部，腎臟和肝臟。鎢酸鈉是一種競爭性的鉬抑製劑，飲食鎢會降低組織中鉬的濃度。
從中國北方到伊朗的地理範圍內土壤中的鉬濃度低導致一般飲食的鉬缺乏，此與食道癌的發病率增加有關。與土壤中鉬含量較高的美國相比，生活在這些地區的人患食道鱗狀細胞癌的風險大約高16倍。
長時間以缺鉬的全營養注射劑(靜脈輸液營養)會造成鉬的缺乏。導致血液中的亞硫酸鹽和尿酸鹽的水平過高，類似鉬輔酶缺乏症。據推測，由於這種原因導致的鉬缺乏主要發生在成人身上，所以神經系統影響並不像先天性輔助因子缺乏那樣明顯。
鉬是酶系統的重要組成部分，對於某些依賴酶的過程（尤其是鐵的代謝）的正常運行是必需的。它支持體內的體內平衡並增強骨骼健康。研究表明，鉬可能有助於增強免疫系統。鉬還可能有助於誘發安寧和恢復性的睡眠。

## 外部連結
- 元素钼在洛斯阿拉莫斯国家实验室的介紹（英文）
- —— 钼（英文）
- 元素钼在The Periodic Table of Videos（諾丁漢大學）的介紹（英文）
- 元素钼在Peter van der Krogt elements site的介紹（英文）
- WebElements.com – 钼（英文）
- Lu Le Laboratory 鉬金屬的介紹 （页面存档备份，存于）